# Reference Recordings
Reference Recordings is een Amerikaans platenlabel waarop klassieke muziek en jazz verschijnt. Het label is gevestigd in San Francisco. Technisch directeur bij het label is Keith O. Johnson, die een van de uitvinders van de HDCD-technology was. Platen van het label werden in totaal zo'n twintig keer voor een Grammy genomineerd. Eén album viel een keer in de prijzen, in de categorie 'beste nieuwe klassieke compositie'.
Op het label zijn platen verschenen van onder meer:
klassieke muziek: Minnesota Orchestra, Seattle Symphony, London Philharmonic Orchestram Royal Philharmonic Orchestra, Dallas Wind Symphony, Kronos Quartet, Virgil Fox, Frederica von Stade
jazz: Jim Brock, Clark Terry, Mike Garson, Dick Hyman, Airto Moreira, Flora Purim, Red Norvo
blues: Doug MacLeod